# Кінушу
Кінушу (рум. Chinușu) — село у повіті Харгіта в Румунії. Входить до складу комуни Мертініш.
Село розташоване на відстані 210 км на північ від Бухареста, 36 км на захід від М'єркуря-Чука, 146 км на південний схід від Клуж-Напоки, 69 км на північ від Брашова.

## Населення
За даними перепису населення 2002 року у селі проживали 140 осіб, усі — угорці. Усі жителі села рідною мовою назвали угорську.